# Hermann Bühler AG
Die Hermann Bühler AG (auch: Spinnerei Bühler) war die letzte grössere Schweizer Feingarnspinnerei in Winterthur-Sennhof. Ende 2016 wurde der Spinnereibetrieb eingestellt. Nun widmet sich die Firma der Umnutzung des Immobilienbestandes.

## Geschichte

### Anfangsjahre
Die Anfänge gehen auf Johann Jakob Bühler zurück, der zunächst Spindeln und Karden für mechanische Webstühle in der Frühphase der Industrialisierung herstellte. 1812 gründete er bei Kemptthal eine eigene Baumwollspinnerei. Um mehr Wasserkraft nutzen zu können, verlegte er 1826 den Betrieb nach Turbenthal an die Töss. Der Betrieb war erfolgreich und 1832 wurde in Kollbrunn unter dem Namen J.J. Bühler & Söhne eine weitere Fabrik eröffnet, die sogenannte «obere Fabrik». Ein Jahr nach dem Tod des Firmengründers, 1835, wurde etwas weiter flussabwärts von Kollbrunn der Betrieb um eine zusätzliche Produktionsstätte erweitert, wo erstmals aus England importierte Maschinen eingesetzt wurden. 1855 war die J.J. Bühler & Söhne einer der grössten Arbeitgeber im Tösstal. Ab 1856 verhandelten die Erben, wie sie ihre Betriebe untereinander aufteilen könnten. 1859 kam es zu einer endgültigen Einigung und Aufspaltung des Unternehmens. Die «untere Spinnerei» in Kollbrunn ging an Eduard Bühler, die «obere Spinnerei» an seinen Onkel Johann Heinrich Bühler und dessen Söhne.

### Hermann Bühler AG

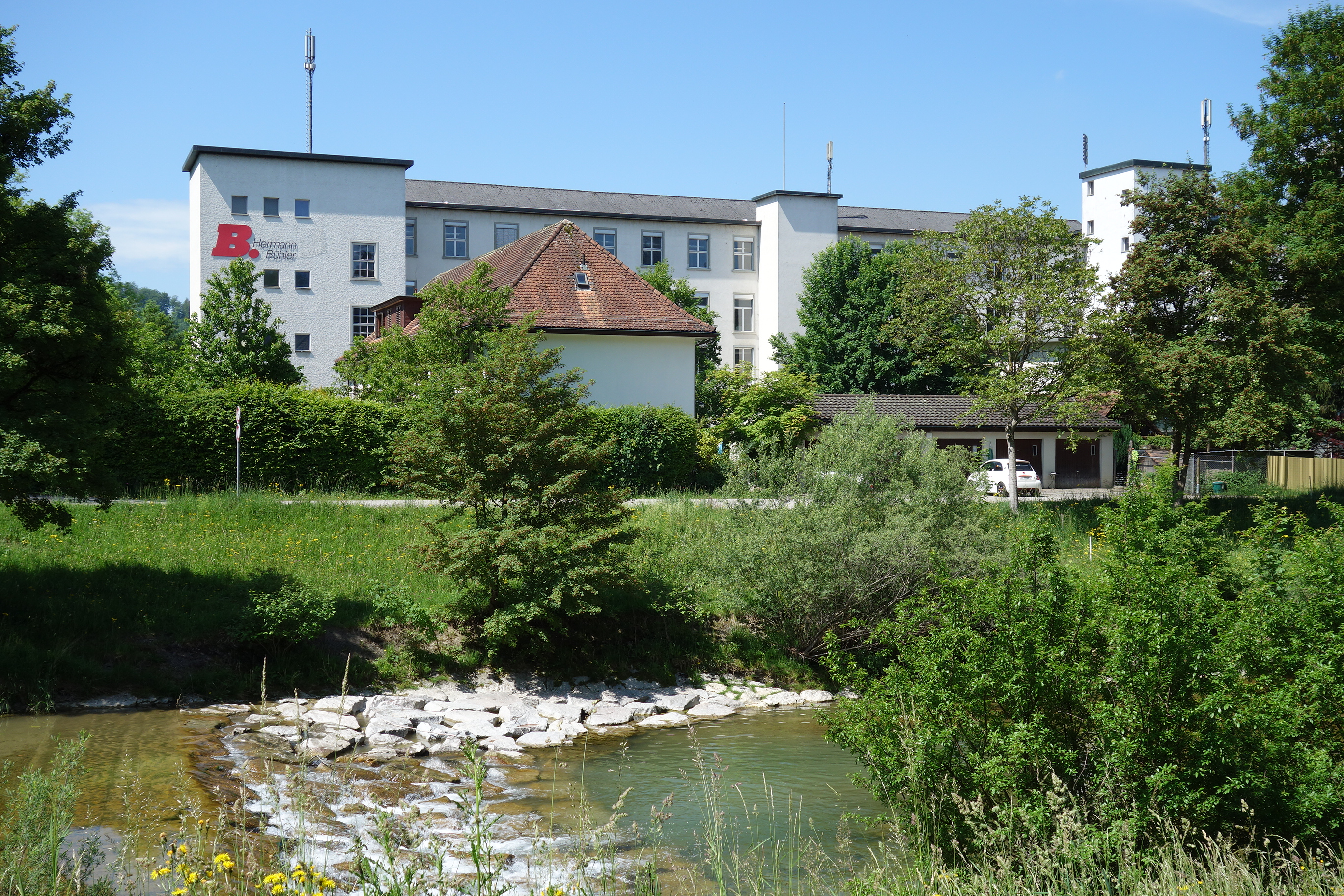
Fabrikgebäude Bühler in Sennhof

Fabrikarbeiterinnen und -arbeiter der Spinnerei Bühler, um 1890

Bereits 1858 überführte Johann Heinrich Bühler seine Anteile zusammen mit seinen Söhnen in die J.H. Bühler's Söhne mit Sitz in Winterthur. Im gleichen Jahr erwarb er auch die Villa Flora. Zwei Jahre später wurde in Sennhof bei Winterthur eine neue Betriebsstätte eröffnet. Nach dem Tod seines jüngeren Bruders firmierte Hermann Bühler 1897 den Betrieb in Hermann Bühler & Co. um. Es folgten Jahrzehnte mit stetigem Wachstum. 1931 folgte die Umwandlung der bis dahin als Kollektivgesellschaft geführten Familienfirma in eine Aktiengesellschaft. Dies wurde nötig, um nach der Weltwirtschaftskrise von 1929 das finanzielle Risiko breiter abzustützen und die nötigen Investitionen zur Modernisierung der Betriebsanlagen finanzieren zu können. Die Mehrheit der Aktienanteile und die operative Leitung blieben aber weitgehend unter Kontrolle der Familie Bühler. Ein Kapitalschnitt im Jahre 1934 ermöglichte es, dass die Kraftübertragung per Seiltransmission aus dem Linsental neu durch leistungsfähige Turbinen an einem Seitenkanal der Töss ersetzt werden konnte. Die Fabrik in Sennhof war für die Ortschaft prägend. So liessen die Eigentümer ab 1900 mehrere Arbeiterhäuser und Infrastrukturbauten errichten. Im Volksmund sprach man vom «Bühlerdorf». Das von Rittmeyer & Furrer während des Ersten Weltkriegs gebaute «Kosthaus» (ein Gebäude zur Unterkunft und Verpflegung von ledigen Arbeitern, heute als Kindergarten genutzt) und ein ebenso denkmalgeschütztes Dreifach-Familienwohnhaus zeugen heute noch von dieser Zeit.
Mitte der 1960er Jahre wurde das Geschäft auf den Standort in Sennhof (bekannt als Bühler Areal) konzentriert und spezialisierte sich zunehmend auf Feingarne. 1996 erfolgte die Gründung einer Tochtergesellschaft in den USA, welche später als eigenständige Schwestergesellschaft der Hermann Bühler AG unter derselben operativen Leitung geführt wird.
Anfang Juni 2016 wurde bekannt, dass die Bühler Gruppe ihren Produktionsstandort in Winterthur komplett aufgeben wird. Die Tochtergesellschaft in Georgia/USA wurde im April 2017 an ein Textilunternehmen aus Südkorea verkauft, um sich in der Schweiz ganz auf das Immobiliengeschäft zu konzentrieren. Das Bühler Areal wird in mehreren Etappen zu hochwertigem Gewerbe- und Wohnraum umgenutzt.